# لودفيغ بولتزمان
لودفيغ إدوارد بولتزمان (20 فبراير، 1844 – 5 سبتمبر، 1906) كان فيزيائيا وفيلسوفا نمساوي.
درس بولتزمان الفيزياء في فيينا وأصبح عام 1867 مساعدا لدى جوزيف ستيفان في الجامعة. تحصل عام 1869 على الأستاذية في الفيزياء النظرية في غراتس. أصبح عام 1892 عضواً في أكاديمية بافاريا للعلوم

## سيرة حياته

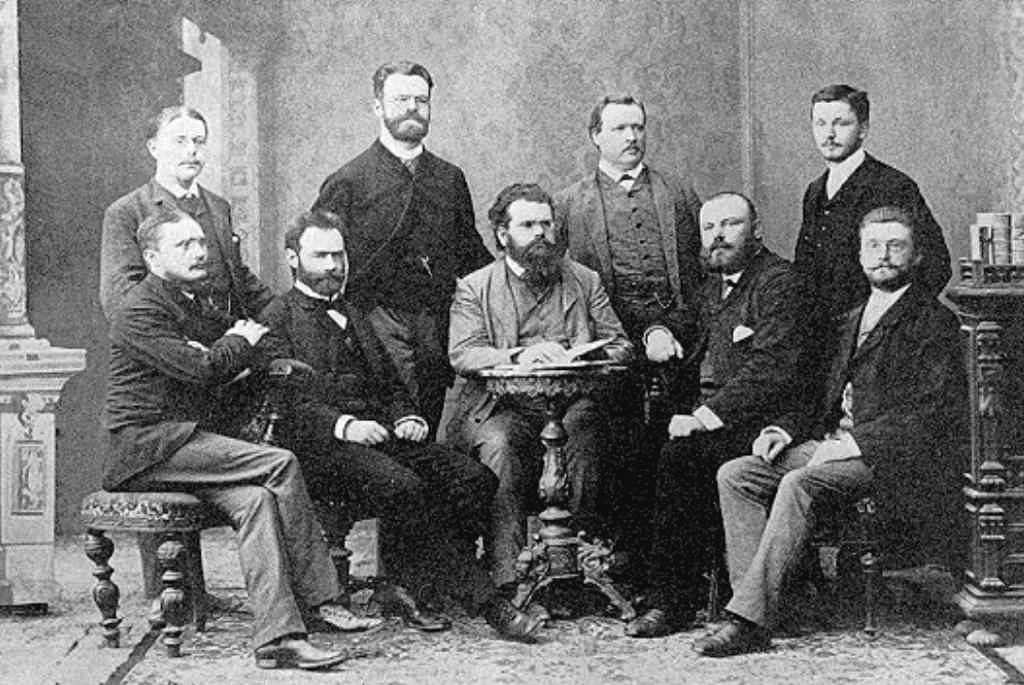
لودفيغ بولتزمان وزملاؤه عام 1887: (واقفون من اليسار إلى اليمين) فالتر نرنست، هاينريش شترينتز، سفانت أرينيوس، ريشارد هيكه؛ (جالسون من اليسار إلى اليمين) إدوارد أولينغر، ألبرت فون إيتينغهاوزن، لودفيغ بولتزمان، إغناس كليمنشيك، فيكتور هاوسمانينغر

نشأ بولتزمان في عائلة فقيرة كانت بالكاد تتدبر معاشها فنشأ وترعرع في مدينة فيينا في النمسا حيث كان منذ صغره يعشق الموسيقى وكان يرفض اللعب مع الأطفال لأنه كان يظن إن الأطفال جميعهم اغبياء فكان مترفع عن اللعب مع الأطفال درس الابتدائية في مدرسة صغيرة تدعى مدرسة هارفي كان بولتزمان لايقتنع بما يتعلمه في الابتدائية وحتى انتقل إلى الثانوية كان يبهر أصدقائه الطلاب في الثانوية بما يمتلكه من ذكاء وحتى ابهر المدرسين واشتهر قول أطلق عليه أحد المدرسين في الثانوية [ هذا الطالب فاق عمره ب ثلاث اضعاف] وحين بلغ ال 18 كان اقترح على أحد مدرسيه قانوناً صغيراً في الفيزياء وحين تخرج دخل إلى جامعة ميونخ ودرس علم الفيزياء بعدها دخل الأكاديمية النمساوية في العلوم وغيرها من الأكاديمية وساهم في الفيزياء الحديثة حيث أيد آينيشتاين في نظريته ودعمها.

## معادلات في عهده
{\displaystyle S=k\,\log _{e}W\,}
حيث: {\displaystyle k} = 1.3806505(24) × 10−23 جول درجة حرارة مطلقة هو ثابت بولتزمان، ولوغاريتم تم اشتقاقه من العدد النيبري {\displaystyle e}. {\displaystyle W} هي الاحتمالية، تردد وقوع الحادثة.
{\displaystyle W=N!\;/\;\prod _{i}N_{i}!}

## معادلة بولتزمان
{\displaystyle {\frac {\partial f}{\partial t}}+v{\frac {\partial f}{\partial x}}+{\frac {F}{m}}{\frac {\partial f}{\partial v}}={\frac {\partial f}{\partial t}}\left.{\!\!{\frac {}{}}}\right|_{\mathrm {collision} }}
حيث{\displaystyle f\,} دالة التوزيع لموقع وكمية تحرك جسيم منفرد، {\displaystyle F\,} هي القوة، {\displaystyle m\,} كتلة الجسيم، {\displaystyle t\,}الزمن و {\displaystyle v\,} متوسط سرعة الجسيم.

## روابط خارجية
- لودفيغ بولتزمان على موقع الموسوعة البريطانية (الإنجليزية)
- لودفيغ بولتزمان على موقع الموسوعة البريطانية (الإنجليزية)
- لودفيغ بولتزمان على موقع إن إن دي بي (الإنجليزية)